# Брик, Иван Станиславович
Иван Станиславович Брик (укр. Іван Станіславович Брик; 8 июля 1879, Устшики-Дольне, Австро-Венгрия (ныне Подкарпатское воеводство, Польша) — 17 сентября 1947, Ландекк, Австрия) — украинский учёный, филолог, славист, историк, общественный деятель, педагог, Доктор философии (1903 год), Действительный член Научного общества им. Т. Шевченко (1919 год).

## Биография
Образование получил в Перемышльской гимназии, университетах Львова (1898—1901), Лейпцига (1901), Праги (1902 год) и Вены (1902—1903). Преподавал украинский язык и литературу на научных курсах во Львове (1904 год), Академических гимназиях во Львове (1905—1910), был профессором во Львовском тайном украинском университете.
Участник Первой мировой войны. Служил в австрийской армии. Был взят в плен, в 1915—1918 годах, как военнопленный находился в Азиатской части России.
Наряду с педагогической деятельностью большое внимание уделял общественной работе. Принимал активное участие в студенческих собраниях, организованных украинскими и чешскими студентами в поддержку открытия украинского университета во Львове (1902 год). По его инициативе и непосредственном участии было основано «Украинское общество» в Праге (1902 год), проведено немало различных образовательно-педагогических мероприятий.
Особенно заметна его деятельность в обществе «Просвита», в котором он был членом главного комитета, секретарём, директором канцелярии, председателем (1932—1939). В 1929 году представлял «Просвиту» на Кембриджском съезде «Всемирного просветительского союза для взрослых». Редактировал "Письма «Просвиты» (1923—1925).

## Научная деятельность
Научные интересы И. Брика — украинский и славянские языки, литературные достижения европейских народов, история украинской литературы, прежде всего периода национального возрождения и в области шевченковедения, украинско-славянские культурные отношения и тому подобное.
Его научные исследования публиковались преимущественно в периодике НТШ, а популярные труды, рецензии и полемические заметки — в различных периодических изданиях («Діло», «Стара Україна», «Життя і знання» и т. п.).
Он автор многочисленных научных и научно-популярных работ по украинской истории и культуре, литературоведению, украинско-чешским культурным взаимоотношениям.

## Важнейшие труды
- «Столітє уродин Маркіяна Шашкевича» (1911),
- «Шевченкова поема „Іван Гус“» (1918),
- «Матеріали до українсько-чеських взаємин» (1921),
- «Історія товариства „Просвіта“ у Львові» (1932),
- «Омелян Огоновський: У 100-ліття народин великого громадянина» (1933),
- «Боротьба чехів за волю» (1937).

Кроме украинского, владел польским, чешским, русским, немецким, французским, итальянским и английским языками.